# 宮田俊哉
宮田 俊哉（みやた としや、1988年〈昭和63年〉9月14日 - ）は、日本のアイドル、歌手、俳優、タレント、声優、ラノベ作家。男性アイドルグループKis-My-Ft2およびその派生グループ舞祭組のメンバー。愛称は、みやっち、としくん。
神奈川県出身。STARTO ENTERTAINMENT所属。

## 来歴
母親に幼い頃から「光一くんみたいな王子様になるんだよ」と言われながら育ち、2001年2月4日にジャニーズ事務所に入所。母親と姉が知らない間に履歴書を送っていたため、オーディションに行くのには反抗していたという。同じオーディションに横尾渉、二階堂高嗣も参加していた。ジャニーズJr.時代はJr.内ユニット・田組や田んぼ組のメンバーとして嵐のバックで踊ったり、A.B.C.Jr.のメンバーとしても活動する。2005年にKis-My-Ft2のメンバーに選ばれ、結成7年目の2011年8月10日、「Everybody Go」でCDデビュー。
2012年4月、日本テレビ系『私立バカレア高校』でドラマに初出演し、同年10月にはその映画版『劇場版 私立バカレア高校』で映画にも初出演。
2013年5月、『キフシャム国の冒険』で舞台初主演。同年12月、横尾渉、二階堂高嗣、千賀健永とともに舞祭組を結成して「棚からぼたもち」でCDデビュー。
2023年8月4日、個人公式X（旧Twitter）アカウントを開設。
2024年1月、個人公式Instagramを開設した。
2024年5月24日、青春小説『境界のメロディ』で作家デビュー。発売前に重版も決定した。『【ドラマCD付き特装版】境界のメロディ』が週間1.9万部を売り上げ、6月3日付「オリコン週間ライトノベルランキング」で1位、同日付「オリコン週間文庫ランキング」で2位にランクインした。

## 人物
ジャニーズ1のアニメオタクとして知られ、本人もそれを公言している。特に筋金入りのラブライバーで、推しのμ'sメンバーは、園田海未。2014年2月8日・2月9日には首都圏が大雪の中ライブイベントに参加し、ペンライトのグッズ「ラブライブレード」を入手するために物販の長蛇の列に並んだことを、ラジオ番組『キスマイRadio』で報告している。また、2015年2月18日には、『レコメン!』の3時間生放送を『ラブライブ!』の話題だけで盛り上がったり、2017年10月25日に放送された『CDTVスペシャル ハロウィン音楽祭』ではメンバー全員が女装を披露する中、宮田は『ラブライブ!サンシャイン!!』に登場するスクールアイドル・Aqoursのメンバーである黒澤ルビィに似たコスプレを披露した。その他、好きなアーティストには水樹奈々を挙げており、『アメトーーク!』のアニメソングや『HUNTER×HUNTER』特集回などにもゲスト出演するなどしている。また、2021年にはアニメソングイベントを配信したニコニコ生放送で副音声をつとめたり、ニコニコ動画のディズニー特別番組にジャニーズで初めて顔出し出演もした。2022年には、ジャニーズタレントとして初めてニコニコ生放送で月1冠番組を持つことになった。また、「あんみつ」としてボカロPデビューも果たしている。声優としてアニメ出演もしており、主役を持ったこともある。
Kis-My-Ft2の2016年のアルバム『I SCREAM』ではソロ曲として「ヲタクだったってIt's Alright!」を発表。自らヒャダインに作詞作曲を依頼して“オタクあるある”を歌い、MVでは「ヲタク宮田の恋愛マスターへの道」をテーマに、実際のヲタク男子を従えて“コール”や“ロマンス”といったヲタ芸ダンスも披露した。これらは共感を呼んでSNSでも話題となり、「宮田俊哉は、オタクでもジャニーズになれると証明した初めての人物であり、さらに言えば清々しいほどのオタクっぷりを見せても女性ファンから支持を得ることができることを証明した稀有な存在」とも評された。
以前から俳優の堺雅人に似ていると話題になっており、『YOUコントしちゃいなよ』や『キスマイBUSAIKU!?』の番組内コントで、堺が演じたドラマ『半沢直樹』のパロディである"反省沢直樹"や"宮沢直樹"を披露している。
Snow Manの佐久間大介とは、互いにアニメ好きという共通点があり、アニメ関連番組に2人揃って登場する回数が増えているほどの"オタクコンビ"として知られている。またA.B.C-Zの塚田僚一とは、自身が小学6年生の時からの付き合いで「最高の親友」と認め合う仲。
姉と弟がいる。

## 作品
| 曲名                                   | 作詞                  | 作曲                                        | JASRAC 作品コード | 名義                                    | 収録 | 備考                       |
| -------------------------------------- | --------------------- | ------------------------------------------- | ----------------- | --------------------------------------- | --- | -------------------------- |
| ヲタクだったってIt's Alright!          | 前山田健一            | 前山田健一                                  | 501-2191-0        | 宮田俊哉 Kis-My-Ft2                     | アルバム『I SCREAM』〈完全生産限定 4cups盤〉 - 宮田ソロ | 公式 Live Video - YouTube  |
| ビューティフルデイズ                   | 宮田俊哉              | ROCK STONE                                  | 196-2563-4        | 宮田俊哉 DREAM BOYS JET DREAM BOYS 2014 | DVD『DREAM BOYS』〈初回生産限定盤〉特典CD - 宮田ソロ |                            |
| 僕だけのプリンセス                     | MEGUMI                | 山田高弘                                    | 245-2814-5        | Kis-My-Ft2 宮田俊哉                     | アルバム『FREE HUGS!』〈通常盤〉収録 - 宮田ソロ |                            |
| Nemophila                              | 宮田俊哉 一ノ瀬トキヤ | 上松範康                                    | 744-5773-0        | 宮田俊哉                                | ライブDVD/Blu-ray『LIVE TOUR 2021 HOME』〈通常盤〉特典CD『Kis-My-Ft2 10th Anniversary Extra CD』- 宮田俊哉 feat.一ノ瀬トキヤ（ST☆RISH） シングル『Fear/SO BLUE』〈初回盤A〉 - 宮田俊哉 feat.一ノ瀬トキヤ（ST☆RISH） | 公式 Music Video - YouTube |
| CHAMPIONS                              | 宮田俊哉              | OHRN ANDREAS JAKOB ERIK SMITH HENRIK MARTIN | 1M3-2249-8        | 宮田俊哉 DREAM BOYS                     | ライブDVD/Blu-ray『LIVE TOUR 2021 HOME』〈通常盤〉特典CD『Kis-My-Ft2 10th Anniversary Extra CD』- 宮田ソロ |                            |
| ヲタクだったってIt's Alright! 〜外伝〜 | 前山田健一            | 前山田健一                                  | 501-2191-0        | Kis-My-Ft2 宮田俊哉                     | アルバム『MUSIC COLOSSEUM』〈初回生産限定盤B〉特典DVD - 宮田ソロ |                            |

| 曲名                 | 作詞              | 作曲                          | JASRAC 作品コード | 名義                                    | 収録                                                                            | 備考                                                           |
| -------------------- | ----------------- | ----------------------------- | ----------------- | --------------------------------------- | ------------------------------------------------------------------------------- | -------------------------------------------------------------- |
| Catch & Go!!         | ENA☆              | CHOKKAKU SYB IGGY             | 1D3-1627-7        | Kis-My-Ft2                              | アルバム『Kis-My-1st』 - 横尾渉&宮田俊哉&二階堂高嗣&千賀健永                    |                                                                |
| Sing for you         | 上田起士 Hiroya.T | Dr Hardcastle youwhich DAICHI | 1D0-9340-5        | Kis-My-Ft2                              | アルバム『Kis-My-1st』 - 玉森裕太&宮田俊哉&千賀健永                             |                                                                |
| Forza!               | HIKARI            | HIKARI Stephan Elfgren        | 1E3-3564-0        | Kis-My-Ft2                              | アルバム『Goodいくぜ!』 - 玉森裕太 with 横尾渉&宮田俊哉&二階堂高嗣&千賀健永     |                                                                |
| Chance Chance Baybee | Takuya Harada     | Takuya Harada Samuel Wearmo   | 1E3-3738-3        | Kis-My-Ft2                              | アルバム『Goodいくぜ!』 - 横尾渉&宮田俊哉&二階堂高嗣&千賀健永                   |                                                                |
| BE LOVE              | miyakei           | youwhich L-m-T                | 211-2373-0        | 玉森裕太 宮田俊哉 Kis-My-Ft2            | アルバム『KIS-MY-WORLD』 - 玉森裕太&宮田俊哉                                    | 『キスマイどきどきーん!』のドラマ企画第1弾として映像化された。 |
| スナック SHOW和      | 浅利進吾          | 浅利進吾                      | 221-1604-4        | Kis-My-Ft2 北山宏光 横尾渉 宮田俊哉     | アルバム『Sha la la☆Summer Time』〈初回生産限定盤A〉 - 北山宏光&宮田俊哉&横尾渉 | この中の1曲「男と女のシネマ」は宮田ソロ                        |
| 星に願いを           | YU-G              | YU-G 陶山隼                   | 238-5429-4        | 玉森裕太&宮田俊哉/Kis-My-Ft2 Kis-My-Ft2 | シングル『LOVE』〈通常盤〉 - 玉森裕太&宮田俊哉                                  |                                                                |
| 運命                 | YU-G              | 上松範康                      | 252-7558-5        | Kis-My-Ft2 玉森裕太&宮田俊哉/Kis-My-Ft2 | アルバム『To-y2』〈通常盤〉 - 玉森裕太&宮田俊哉                                 |                                                                |

### 作詞提供
| 年   | アーティスト                             | 曲名               | 出典   |
| ---- | ---------------------------------------- | ------------------ | ------ |
| 2023 | 伊弉冉 一二三 with HOODs（CV：木島隆一） | ポジティブ my life | [ 47 ] |

## 出演
グループでの出演はKis-My-Ft2#出演・舞祭組#出演を参照

### テレビドラマ
- 私立バカレア高校（2012年4月14日 - 6月30日、日本テレビ） - 古葉純一 役[48]
- 世にも奇妙な物語 '13秋の特別編「0.03フレームの女」（2013年10月12日、フジテレビ） - 刈谷サトシ 役[49]
- 平成舞祭組男 (2014年10月19日-2015年1月4日、日本テレビ) -グループ主演・宮田俊哉 役 (横尾渉・二階堂高嗣・千賀健永とのカルテット主演)
- 子連れ信兵衛（2015年11月13日 - 12月18日、NHK BSプレミアム） - 榎戸誠三郎 役[50]
  - 子連れ信兵衛2（2016年11月11日 - 12月23日、NHK BSプレミアム）
- 月曜ゴールデン「検察事務官 黒ユリ」（2016年2月22日、TBS） - 宗像直樹 役[51]
- 月曜ゴールデン「民間科捜研 桐野真衣の殺人鑑定」（2016年3月14日、TBS） - 朝倉健太 役
- ○○な人の末路（2018年4月24日〔23日深夜〕 - 6月26日〔25日深夜〕、日本テレビ） - グループ主演・真野葉一 役（横尾渉・二階堂高嗣・千賀健永とのカルテット主演）[52]
- やすらぎの刻〜道（2019年4月8日 - 2020年3月27日、テレビ朝日） - 根来公次 役[53]
- 真夏の少年〜19452020 最終話（2020年9月18日、テレビ朝日）[54]
- 華麗なる一族（2021年4月18日 - 7月4日、WOWOW） - 細川一也 役[55]
- ドクターホワイト（2022年1月17日 - 3月21日、関西テレビ・フジテレビ系） - 奥村淳平 役[56]
  - ドクターホワイト 特別編（2022年3月28日、関西テレビ・フジテレビ系）[57]
- NICE FLIGHT! 最終話（2022年9月9日、テレビ朝日） - 榎本遼 役[58][59]
- 嗤う淑女 第4話・最終話（2024年8月17日・9月21日、東海テレビ・フジテレビ系） - 神崎ドグマ 役[60][61][62]

### 配信ドラマ
- BE LOVE（2020年10月16日 - 11月6日、dTV） - 主演・編集者 役（脚本監修も担当）[63]

### 映画
- 劇場版 私立バカレア高校（2012年10月13日、ショウゲート）[64] - 古葉純一 役
- バカ塗りの娘（2023年9月1日、ハピネットファントム・スタジオ） - 鈴木尚人 役[65]

### テレビアニメ
- デリシャスパーティ♡プリキュア（2022年6月5日 - 2023年1月29日、朝日放送テレビ・テレビ朝日系） - 菓彩ゆあん、菓彩みつき 役（一人二役）[66]
- BanG Dream! It's MyGO!!!!! 第6・13話・総集編（2023年7月20日・9月7日・9月14日、TOKYO MX 他） - 高松由司[67]、総集編ナレーション[68] 役
- カードファイト!! ヴァンガード Divinez（2024年1月13日 - 4月20日、テレビ愛知・テレビ東京系列） - 主演・明導アキナ 役[69]
  - カードファイト!! ヴァンガード Divinez Season2（2024年7月6日 -10月12日、テレビ愛知・テレビ東京系列） - 主演・明導アキナ 役[70]
  - カードファイト!! ヴァンガード Divinez デラックス編（2025年1月11日 - 4月19日、テレビ愛知・テレビ東京系列） - 主演・明導アキナ 役[71]
  - カードファイト!! ヴァンガード Divinez デラックス決勝編（2025年7月5日 - 、テレビ愛知・テレビ東京系列） - 主演・明導アキナ 役[72]
- キン肉マン 完璧超人始祖編 （2024年8月4日 - 9月22日、CBCテレビ・TBS系列） - ブラックホール 役[73]
  - キン肉マン 完璧超人始祖編 Season2 （2025年1月12日 - 3月30日、CBCテレビ・TBS系列） - ブラックホール役
- パーティーから追放されたその治癒師、実は最強につき（2024年10月6日 - 12月22日、朝日放送テレビ・テレビ朝日系） - ハンザム 役[74]
- 俺は星間国家の悪徳領主!（2025年4月6日 - 、朝日放送テレビ・テレビ朝日系） - 前世の俺 役[75]
- 公女殿下の家庭教師（2025年8月 - 、TOKYO MX他） - ジェラルド・ウェインライト 役[76]

### 劇場アニメ
- 劇場版 BEM 〜BECOME HUMAN〜（2020年10月2日、クロックワークス） - バージェス 役[77]
- がんばっていきまっしょい（2024年、実況[78]）
- 映画 先輩はおとこのこ あめのち晴れ（2025年、本郷博[79]）
- 映画 おでかけ子ザメ とかいのおともだち（2025年公開予定、サラリーマンのお兄さん[80]）

### 吹き替え
- ブルー きみは大丈夫（2024年6月14日、東和ピクチャーズ） - ブルー 役[81]

### ナレーション
- 世界大自然紀行：アラビア半島（第一話「命輝く国 オマーン」第二話「灼熱の国 サウジアラビア」）（第一話：2025年7月24・26日、第二話：2025年7月31日、8月2日、ナショナル ジオグラフィック）[82]

### ゲーム
声の出演
- カードファイト!! ヴァンガード ディアデイズ2（2025年1月30日発売、 Nintendo Switch・Steam） -  明導アキナ 役[83]
- イナズマイレブン 英雄たちのヴィクトリーロード（レベルファイブ、2025年8月22日予定）- 妖士乃 銀郎 役[84]

### テレビ番組
- アサデス。KBC（2018年10月2日 - 、KBCテレビ） - 火曜レギュラー（不定期）[85]
- 中居正広のニュースな会→中居正広のキャスターな会（2019年4月27日 - 2024年12月21日　テレビ朝日）[86]
- 「機動戦士ガンダム鉄血のオルフェンズ」放送直前SP（2016年9月25日、TBS）[87]
  - 「機動戦士ガンダム 鉄血のオルフェンズ」今から観ても絶対間に合う！SP（2017年1月8日、TBS）[88]
- UTAGE!（2020年2月16日 - 〈不定期特番〉、TBS） - MCアシスタント[89]
- 世界は教科書でできている（2020年8月20日、2021年10月29日、NHK総合） - サポーター[90][91]
- アニソン! プレミアム!「ラブライブ! SP」（2021年6月27日、NHK総合） - 岡田圭右とMC[92]
- 朗読LIVEショー 140字のキセキ（2021年8月16日、NHK総合） - MC[93]
- ヌマーソニック2021〜尊き青春リベンジ〜 Day2:アニメ祭（2021年11月16日、NHK Eテレ） - アニメプロデューサーとして高校生たちとアニメを共同制作[94][95]
- アニメ聖地旅 竹原 〜広島「たまゆら」の舞台へ〜（2022年1月29日、NHK総合〈中国地方向け〉）[96]
  - アニメ聖地旅 倉敷 〜岡山・RE-MAINの舞台へ〜（2022年9月22日、NHK総合〈中国地方向け〉）[97]
  - アニメ聖地旅 大崎下島 〜広島・『ももへの手紙』の舞台へ〜（2023年8月25日 NHK総合〈中国地方向け〉、2023年8月29日 NHK総合〈全国放送〉）[98]
- ひるパ！土曜はゆるっとホームパーティー（2022年10月1日 - 2023年9月16日、テレビ東京） - 岡田結実とMC[99]
- ENJOY!ヴァンガろうTV（2024年4月27日 - 、BS日テレ） - 明導アキナ 役[100]
- 全力挑戦!すとぷりnoりみっと -苺学園放送部-（2024年6月25日 - 2025年2月25日、TBS）- #8,#9 ゲスト出演、#10から#41、新グループ誕生プロジェクト見届け人
- 「この世界の片隅に」の舞台を訪ねて（2025年8月1日 NHK総合〈中国地方向け〉、2025年8月3日 NHK総合〈全国放送〉）[101]

### Web配信番組

#### ニコニコ生放送
- Animelo Summer Live
  - 「Kis-My-Ft2 宮田俊哉と一緒に観るアニサマ一挙観放送！ Animelo Summer Live 2017 THE CARD DAY3」（2021年2月27日、ニコニコ生放送） - 副音声版ホスト[32]
  - 『現地実況！「Animelo Summer Live 2021 COLORS」』【DAY1】（2021年8月27日、ニコニコ生放送） - 実況レポーター[102]
- ディズニーっコらぢお
  - 『ディズニーっコらぢお DAY1「ディズニー大好き大集合！ディズニープラスに楽しさプラス！」』（2021年4月24日、ニコニコ生放送） - スペシャルゲスト[33]
  - 【#フィナーレ特番】#新ディズニープラス スタート記念！ディズニーっコらぢおウィーク（2021年10月30日、ニコニコ生放送） - ゲスト[103]
  - 【アニメーション特番】#ディズニーっコらぢお＠超声優祭2022（2022年4月24日、ニコニコ生放送） - ゲスト[104]
  - 【ディズニープラス特番】#ディズニーっコらぢお@超声優祭2023（2023年4月23日、ニコニコ生放送）[105]
  - 【アニメーション特番】#ディズニーっコらぢお@超声優祭2024（2024年4月28日、ニコニコ生放送）[106]
- 『キスマイ宮田が行く！ニコニコ超会議2022バーチャル生ツアー』（2022年4月30日、ニコニコ生放送）[107]
- 『ニコニコ超会議2022』ネット開催企画『キスマイ宮田のニコ生やったってit's Alright!』（2022年4月30日、ニコニコ生放送）[104]
  - キスマイ宮田のニコ生やったってit's Alright!（2022年5月24日 - 、ニコニコ生放送） - 月1でレギュラー放送[34]
- ニコニコ超集結祭2024（2024年11月2・3日、ニコニコ生放送）- 小林幸子、松岡充とともに発起人の一人[108]

#### YouTube
- 放課後 GAMING LIFE（Johnny's Gaming Room）（2022年1月 - 、YouTube） - 有岡大貴・玉森裕太と共に中心メンバーとして参加[109][110]
- CrosSing（宮田俊哉 - Snow halation）（2025年2月19日、YouTube）- TVアニメ「ラブライブ!」挿入歌、Snow halation / μ'sを熱唱[111]。

### 舞台
- 滝沢歌舞伎（2011年4月8日 - 5月8日、日生劇場）
- 美男ですね（2011年10月8日 - 20日、赤坂ACTシアター / 10月24日 - 11月2日、KAAT神奈川芸術劇場 / 11月6日 - 9日、森ノ宮ピロティホール / 11月24日 - 27日、キャナルシティ劇場） - 本郷勇気 役[112][113]
- DREAM BOYS（2012年、帝国劇場）
- キフシャム国の冒険（2013年5月18日 - 6月23日、紀伊國屋ホール）[17]
- DREAM BOYS JET（2013年、帝国劇場）[114]
- DREAM BOYS（2014年、帝国劇場）
- DREAM BOYS（2015年9月3日 - 9月30日、帝国劇場）
- DREAM BOYS（2016年9月3日 - 9月30日、帝国劇場）[115]
- DREAM BOYS（2018年9月6日 - 9月30日、帝国劇場）[116]
- ○○な人の末路〜僕たちが選んだ××な選択〜（2020年2月9日 - 26日[注 3]、東京グローブ座） - 主演・敏幸 役（横尾渉・二階堂高嗣・千賀健永とのカルテット主演）[118]
- 音楽劇「GREAT PRETENDER」（2021年7月4日 - 25日、東京建物 Brilla HALL / 8月4日 - 8日、オリックス劇場） - 主演・枝村真人（エダマメ） 役[119][120]

### ライブ
ソロアーティストとして出演
- 超パーティー2022（2022年10月16日、さいたまスーパーアリーナ）[121][122]
- Animelo Summer Live 2024 -Stargazer-（2024年8月30日、さいたまスーパーアリーナ）[123]
- ANISAMA WORLD 2025 in MANILA（2025年6月7日、マニラ・New Frontier Theater）[124][125]

### イベント
- ヴァンガード公式大型イベント「新春ヴァンガ祭」（2024年1月27日、28日、池袋サンシャインシティ 展示ホールB）[126]
- AnimeJapan2024『パーティーから追放されたその治癒師、実は最強につき』スペシャルステージ（2024年3月24日、東京ビッグサイト）[127]
- ニコニコ超会議2024（2024年4月28日、千葉・幕張メッセ）- キスマイ宮田のニコ生やったってit's Alright! 公開生放送を開催[128]
- ヴァンガード公式大型イベント「大ヴァンガ祭2024」（2024年5月3日、4日、東京ビッグサイト西3・4ホール、南3・4ホール）[129]
- 【セレッソ大阪】8/17(土)京都戦　TVアニメ「カードファイト!! ヴァンガード Divinez」コラボデー（2024年8月17日、ヨドコウ桜スタジアム）[130]
- AnimeJapan2025 ポニーキャニオンブース『キン肉マン』完璧超人始祖編ステージ（2025年3月23日、東京ビッグサイト）[131]
- ニコニコ超会議2025（2025年4月27日、千葉・幕張メッセ）- キスマイ宮田のニコ生やったってit's Alright! 公開生放送を開催[132]
- 福岡ソフトバンクホークス『ピンクフルデー2025』3戦目 始球式（2025年5月18日、みずほPayPayドーム福岡）[133]

### ラジオ
- 燃（萌）えよ!ラジオ（2019年4月 - 、FMヨコハマ『Tresen』内）[134]

### CM
- LINE「LINEポコポコ」（2016年9月 - ） - 玉森裕太と共演[135]
- バンダイナムコエンターテインメント「&CAST!!!」（2019年9月 - ）[136]
- アデランス
  - N-LED Sonic KAMIGA
    - 「KAMIGA誕生」篇（2021年5月 - ）[137]
    - 「うるつや髪でいってらっしゃい」編、「どっちか迷う」編（2021年11月26日 - ）[138]

  - 男性向け増毛のイメージキャラクター
    - 「かっこいい大人って 訪問」編、「かっこいい大人って 対面」編（2024年9月14日 - ）[139]
- バンドリ! ガールズバンドパーティ!
  - 6周年記念CM「熱中する宮田さん」篇（2023年3月10日 - ）[140]
- カードファイト!! ヴァンガード ディアデイズ2（2024年11月 - ）[141]

## 書籍

### 小説
- 境界のメロディ（2024年5月24日発売、メディアワークス文庫）[22][24]ISBN 978-4-0491-5497-9

### 雑誌連載
- 『Myojo』「伝説への道〜塚ちゃん宮っちの神対応で行こう！（2016年2月号[142] - 、集英社）
- 『TVガイドVOICE STARS』「イケボに会いたくて」（2019年6月28日（vol.10） - 、東京ニュース通信社）[143]

## 受賞歴
- ニコニコ動画アワード2022[144]
  - ルーキー部門 ボカロ賞（鏡鳴 / 初音ミク）[注 4]
  - ルーキー部門 踊ってみた賞（Kis-My-Ft2 宮田俊哉が『超パーティー2022』で「からくりピエロ」披露してみた【キスマイ宮田のニコ生やったってit’s Alright!】）[注 5]
- ニコニコ動画アワード2023[145]
  - 歌ってみた賞（【REC風景ver.】Kis-My-Ft2 宮田俊哉と北山宏光が「酔いどれ知らず」歌ってみた【キスマイ宮田のニコ生やったってit’s Alright!】）[注 5]
  - 踊ってみた賞（Kis-My-Ft2 宮田俊哉と北山宏光が推しの子OPテーマ「アイドル」踊ってみた【キスマイ宮田のニコ生やったってit’s Alright!】）[注 5]
  - ルーキー部門 ボカロ賞（青春メモリーズ / 初音ミク）『キスマイ宮田のニコ生やったってit’s Alright!』番組テーマソング [注 5]
  - ルーキー部門 バラエティ賞（Kis-My-Ft2 宮田俊哉が『ニコニコ超会議2023』に行ってみた【キスマイ宮田のニコ生やったってit’s Alright!】）[注 5]
- ニコニコ動画アワード2024[146]
  - ボカロ部門（たまゆらの恋 / 初音ミク）[注 4]
  - 歌ってみた部門（Kis-My-Ft2 宮田俊哉と二階堂高嗣が「シャルル」歌ってみた【キスマイ宮田のニコ生やったってit’s Alright!】）[注 5]